# Hawr, miasto odbudowane przez Auguste’a Perreta
Hawr, miasto odbudowane przez Auguste’a Perreta (fr. Le Havre, la ville reconstruite par Auguste Perret) – odbudowane centrum miasta Hawr, zniszczonego w wyniku bombardowań w czasie II wojny światowej. Zniszczona część została odbudowana w latach 1945–1964 według planu opracowanego przez zespół pod kierunkiem architekta Auguste’a Perreta. Stanowi ona administracyjne, handlowe i kulturalne centrum miasta i wyróżnia się spośród innych tego typu realizacji wyjątkową spójnością i integralnością. Podjętej rekonstrukcji wcześniejszego układu miasta i jego ocalałych zabytkowych budowli przyświecały nowe idee w dziedzinie urbanistyki i technik budowlanych. Rekonstrukcja jest wybitnym przykładem powojennej architektury i urbanistyki, cechującej się zastosowaniem jednolitej metodologii, z wykorzystaniem prefabrykacji, techniki segmentowej i nowatorskim zastosowaniem żelbetu. Zrekonstruowane centrum Hawru zostało w 2005 wpisane na listę światowego dziedzictwa UNESCO.

## Historia
Położony u ujścia Sekwany do kanału La Manche Hawr miał zawsze strategiczne znaczenie, jeśli chodzi o dostęp lądowy do Rouen i Paryża. Decyzję o zbudowaniu w tym miejscu portu morskiego dla Rouen podjęto w 1517 roku. Po rozpoczęciu kolonizowania Ameryki przez Francuzów port ten zyskał na znaczeniu. W 1541 roku król Francji Franciszek I podjął decyzję o rozbudowie portu. W XVII w. port w Hawrze rozwijał połączenia handlowe z Ameryką i Afryką, a pod koniec XVIII w. stał się jednym z czterech głównych portów we Francji. W latach 1786–1830 zrealizowano kolejny plan rozbudowy portu, a w 1847 roku zbudowano połączenie kolejowe Paryż – Rouen – Hawr. W 1852 roku wyburzono stare fortyfikacje, dzięki czemu powiększony został dziewięciokrotnie obszar miasta, którego ludność osiągnęła 60 000, a w przededniu II wojny światowej 190 000. Wzrostowi demograficznemu towarzyszył rozwój przemysłu.
Na początku II wojny światowej port w Hawrze był wykorzystywany przez armię brytyjską. Po zbombardowaniu miasta w maju 1940 roku przez Niemców i klęsce Francji Brytyjczycy porzucili Hawr. Miasto zostało zajęte przez Niemców, którzy przygotowywali się do ataku na Anglię. Z tego względu port i stocznie były bombardowane przez Brytyjczyków. W kolejnych latach aż do września 1944 roku miasto było nieustannie bombardowane przez aliantów, w efekcie czego jego centralny obszar został całkowicie zniszczony.
Plan odbudowy miasta podjęto jeszcze w czasie II wojny światowej. Kierownictwo projektu odbudowy objął latem 1944 roku Auguste Perret, student, a następnie wykładowca na paryskiej École des Beaux-Arts, mający doświadczenie w stosowaniu nowoczesnych technik żelbetowych. Niektóre z jego wczesnych projektów architektonicznych, jak mieszkania przy Rue Franklin w Paryżu (1903) czy Kościół Notre-Dame w Le Raincy (1923) zostały uznane za arcydzieła wczesnego modernizmu.

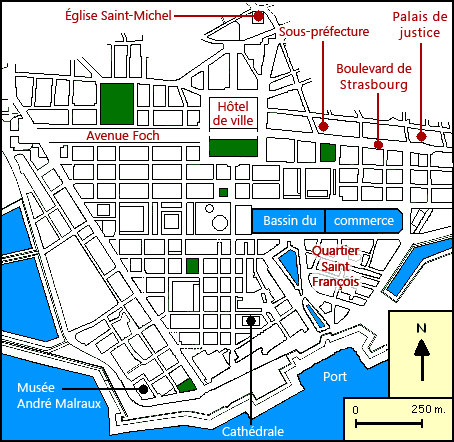
Plan odbudowanego centrum

Plan odbudowy Hawru stanowił przełom w integracji miejskich tradycji planistycznych z nowoczesną technologią, architekturą i urbanistyką. W dziedzinie technologii charakterystyczne było zastosowanie systemu prefabrykacji, siatki modułowej i innowacyjne wykorzystanie betonu. Biorąc pod uwagę warunki glebowe i wysoki poziom wody, zaproponowano budowę całego miasta na betonowej platformie usytuowanej około 3,50 m nad poziomem gruntu. Projekty budynków i otwartych przestrzeni zostały oparte na module siatki kwadratowej o boku 6,24 m. Parcele budowlane zostały wytyczone w oparciu o siatkę o boku 100 m, choć niektóre zostały połączone w większe partie. Zmniejszono przeciętną gęstość zaludnienia z 2000 mieszkańców na hektar (w okresie przedwojennym) do 800.
Projekt odpowiada „neoklasycznym” założeniom Perreta, w myśl których budynki tworzą zamknięte zespoły, a ulice pozostają ulicami. Kilka budynków, które nie zostały zniszczone w wyniku bombardowań, włączono w nową tkankę miejską.

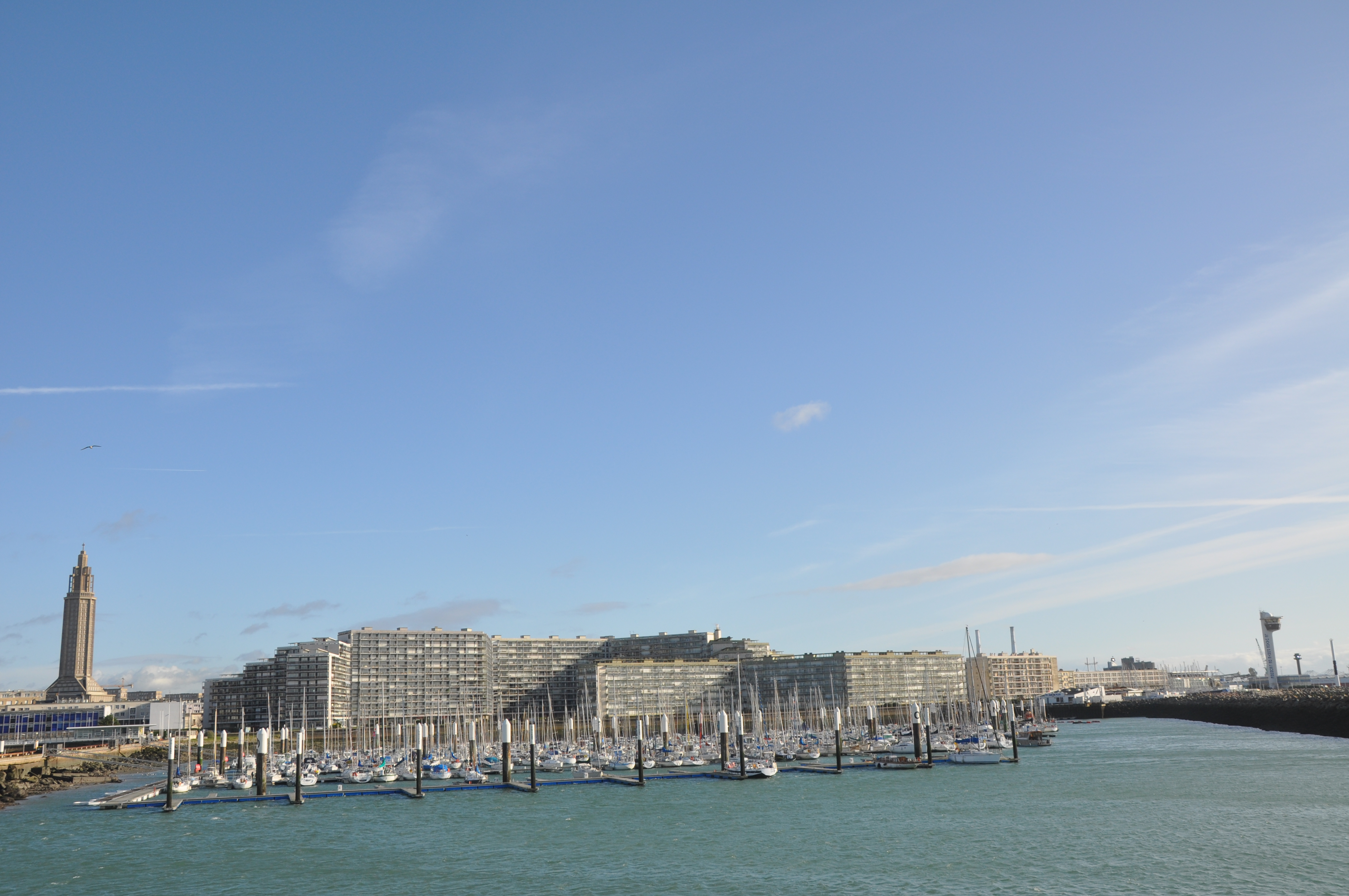
Widok na centrum Hawru od strony morza (z lewej strony kościół św. Józefa)

Wyznacznikami nowego stylu kształtowania miasta są: brama Porte Océane, tworząca monumentalne wejście do Avenue Foch i zarazem wejście do miasta od strony morza, plac św. Rocha (zbudowany na miejscu wcześniejszego parku publicznego i cmentarza), nowy ratusz (z 70-metrową wieżą) i kościół św. Józefa, którego konsekracja w 1964 roku zakończyła proces odbudowy miasta.
W 1995 roku rada miasta Hawr podjęła inicjatywę ochrony kwartałów miejskich zbudowanych przez Perreta; wyznaczono strefę ochronną obejmującą ok. 250 ha. W 2001 roku miasto Hawr zyskało status Miasta Artystycznego i Historycznego (Ville d'Art et d'Histoire), ze szczególnym uwzględnieniem jego dziedzictwa w zakresie architektury współczesnej. W 2002 dorobek Perreta został zaprezentowany na wystawie w Musée Malraux w Hawrze, a następnie na wystawie w Paryżu w 2004.
15 czerwca 2005 roku Komitet Światowego Dziedzictwa UNESCO podjął decyzję o wpisie odbudowanego centrum Hawru na listę światowego dziedzictwa.